# 호계로 (부산 김해)
호계로(Hogye-ro)는 부산광역시 강서구 죽림동 오봉삼거리와 경상남도 김해시 동상동 롯데캐슬가야1단지 아파트 앞을 잇는 도로이다. 부산광역시 구간은 부산광역시도 제15호선에 속한다.
본래 부산광역시 구간은 죽림로라 불렸으나 도로명 재정비로 인해 오봉삼거리 이남 구간은 가락대로로 분리되었고 나머지 구간은 김해시 구간 도로명과 맞춰 지금과 같이 호계로로 통합되었다.

## 연혁
- 2009년 7월 10일 : 2개 이상 시·도에 걸쳐 있는 도로로 호계로를 고시[1]

## 주요 경유지
부산광역시
- 강서구 가락동

경상남도
- 김해시 부원동 - 동상동

## 노선
| 이름            | 접속 노선                                                | 소재지            | 소재지                      | 비고            |
| 가락대로와 직결 | 가락대로와 직결                                          | 가락대로와 직결   | 가락대로와 직결             | 가락대로와 직결 |
| --------------- | -------------------------------------------------------- | ----------------- | --------------------------- | --------------- |
| 오봉삼거리      | 식만로                                                   | 부산광역시        | 강서구                      |                 |
| 죽림 교차로     | 국가지원지방도 제69호선 부산광역시도 제77호선 (서낙동로) | 부산광역시        | 강서구                      |                 |
| 부원 교차로     | 국도 제14호선 (동서대로)                                 | 부산광역시        | 강서구                      |                 |
| 금천교          |                                                          | 부산광역시        | 강서구                      |                 |
| 경상남도        | 김해시                                                   |                   |                             |                 |
| 경상남도        | 김해시                                                   | 호계로사거리      | 김해대로                    |                 |
| 경상남도        | 김해시                                                   | 부원동사거리      | 가락로16번길 호계로422번길  |                 |
| 경상남도        | 김해시                                                   | 제일교회사거리    | 분성로                      |                 |
| 경상남도        | 김해시                                                   | 동상시장사거리    | 호계로499번길 호계로500번길 |                 |
| 경상남도        | 김해시                                                   | 동상동사거리      | 호계로517번길               |                 |
| 경상남도        | 김해시                                                   | 해성사사거리      | 구지로                      |                 |
| 경상남도        | 김해시                                                   | 롯데캐슬가야1단지 | 가야로                      |                 |

## 주요 건물 및 시설
- 가락초등학교 (부산광역시 강서구 호계로 41)
- 김해세무서 (경상남도 김해시 호계로 440)
- 김해고용센터 (경상남도 김해시 호계로 441)
- 김해중학교 (경상남도 김해시 호계로 456)